# Nyambe

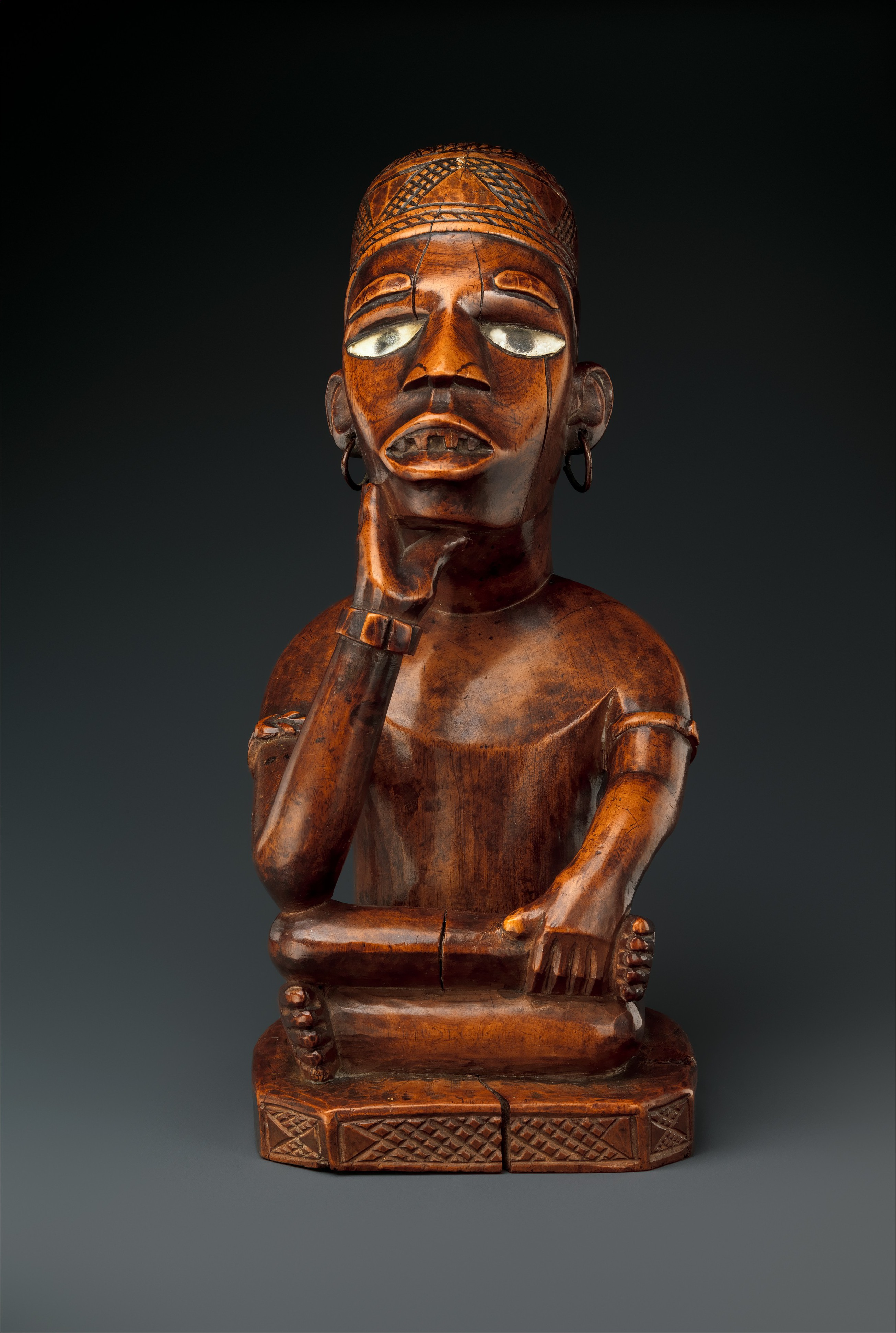
Cet article est bon

Nyambe ou Nyambɛ̂, dans la spiritualité traditionnelle du peuple Bassa, désigne Dieu comme étant l'éternité du cosmos avec toute sa sagesse, sa puissance et sa beauté'[source insuffisante]. Avec l'arrivée du christianisme, il devient la traduction en langue Bassa de Dieu créateur de l'univers dans les écrits bibliques de l'église protestante'[source insuffisante].

## Approche traditionnelle
Nyambe est une contraction linguistique de « celui qui était », et « celui qui sera » en langue Bassa. Cette contraction rappelle la consigne du Dieu des Juifs à Moïse dans le verset 14 du chapitre 3 de l’Exode. Dans les légendes d'Afrique subsaharienne à la base de la civilisation des peuples à la peau noire, la conscience cosmique encore appelée Nzambi, Nzambe, Zambe dans plusieurs langues bantoues est la divinité qui vient du ciel. Cette terminologie est présente dans certaines désignations comme « Zambie » ou « Zambèze »'.[source insuffisante]